# Ana Matnadze
Ana Matnadze (grúz nyelven ანა მათნაძე) (Telavi, 1983. február 20. –) grúz–spanyol sakkozó, 2002 óta női nagymester (WGM), 2006 óta nemzetközi mester (IM). Korosztályos bajnokságokon kétszeres világ- és ötszörös európabajnok.

## Sakkpályafutása
Négy éves korában édesanyja tanította meg sakkozni. Többek között Nona Gaprindasvili nemzetközi nagymester volt az edzője. Négyszer nyerte meg a grúziai korosztályos lánybajnokságot (1992, 1993, 1994 és 1998). Ötször szerzett Európa-bajnoki címet az Ifjúsági sakk-Európa-bajnokságon (Herkulesfürdő 1994, Verdun 1995, Tallinn 1997, Mureck 1998 és Litóchoro 1999). Ezen kívül kétszer győzött az ifjúsági sakkvilágbajnokságon, 1993-ban az U10 lányok, 1997-ben az U17 lányok kategóriában.
1999-ben Regina Pokorná mögött másodikként végzett a pátrai Junior sakk-Európa-bajnokságon, 2000-ben pedig harmadik lett Avilésban Jovanka Houska és Viktorija Čmilytė mögött. 2000-ben tagja volt a Fekete-tengeri országok női bajnokságán győztes csapatnak. 2002. áprilisban Maia Lomineisvilivel holtversenyben Matnadze megnyerte a grúz női sakkbajnokságot. Ugyanabban az évben győzött Antalyában a női villámsakk Európa-bajnokságon.
2002 és 2006 között öt alkalommal vett részt a Sakk-klubok Európa-kupáján az NTN Tbiliszi illetve az Energy-Investi Sakartvelo színeiben. Ez idő alatt két aranyérmet szerzett csapatban és két ezüstérmet egyéniben (İzmir 2004 és Saint-Vincent 2005), két ezüstérmet csapatban (Réthimno 2003 és Fügen 2006) és egy bronzérmet csapatban (Antalya 2002).
2004. júniusban Lela Dzsavahisvilivel együtt nyílt levelet írt a FIDE-nek, amelyben kritizálták a 2004-es női sakkvilágbajnokság bizonyos vonatkozásait; ez éles vitához vezetett a FIDE alelnökével, Zurab Azmaiparasvilivel. Miután Matnadze korábban lemondta a részvételt, meggyőzték, hogy mégis vegyen részt, de az első fordulóban kiesett Olga Alexandrova ellen.
Matnadze Barcelonába költözött és 2006-ban megnyerte a katalán női sakkbajnokságot Balaguerben. A Katalán Sakk Körverseny női bajnoka volt 2008-ban, 2009-ben, 2010-ben és 2011-ben. Nemzetközi tornákat nyert (Mondariz-Balneario 2007, Las Palmas 2009, Tancat Sabadell 2010 és Benidorm 2011).
2012. márciusban átigazolt a spanyol szövetséghez. Azóta Spanyolország csapatában játszott a női sakkolimpián és a női sakkcsapat Európa-bajnokságon. 2014-ben Tromsøben egyéni ezüstérmet, 2018-ban Batumiban egyéni bronzérmet szerzett sakkolimpián. A sakkcsapat Európa-bajnokságon 2013-ban egyéni ezüstérmet szerzett, 2017-ben pedig egyéni bronzérmet (mindkét alkalommal a harmadik táblán játszott).
Edzőként dolgozik a barcelonai Associació d'Escacs Rubinenca és InterAjedrez Academia klubokban. A Peona i Peó csapatban játszik Spanyolországban, az Annemasse csapatban Franciaországban, a Volksbank Halle csapatban a német Bundesligában, és az Ankara Demirspor Kulübü csapatban Törökországban.

## Magánélete
2003-ban végzett a Tbiliszi Állami Egyetemen, az idegen nyelv és irodalom karon, német nyelv és irodalomból szerezve diplomát. Hét nyelven beszél: grúz, spanyol, német, angol, orosz, portugál és katalán.
Elnyerte Grúzia Elnökének Alapítványa díját 1998-ban és 2003-ban, és elnöki tanulmányi ösztöndíjban részesült 2001-ben.
Elkötelezett támogatója a nemzetközi jótékonysági szervezeteknek. Több jótékonysági sakktornán vett részt: 2005-ben Tbilisziben a nyugat-grúziai árvízkárosultak megsegítésére, 2006-ban Tbilisziben a Sakkal a drogok ellen tornán, 2006-ban a Sakk és barátság cseretornán Grúziában és Spanyolországban, 2007-ben a Sakkal a békéért és megértésért cseretornán Grúziában és Spanyolországban, valamint 2009-ben a Békéért játszunk sakkprojektban Las Palmas de Gran Canarián. 2005 óta a Sakk - a béke követe nemzetközi jótékonysági mozgalom elnöke.

## Fordítás
- Ez a szócikk részben vagy egészben  az   Ana Matnadze című angol Wikipédia-szócikk ezen változatának fordításán alapul.  Az eredeti cikk szerkesztőit annak laptörténete sorolja fel. Ez a jelzés csupán a megfogalmazás eredetét és a szerzői jogokat jelzi, nem szolgál a cikkben szereplő információk forrásmegjelöléseként.